# Liste der Naturdenkmale in Hohenahr
Die Liste der Naturdenkmale in Hohenahr nennt die auf dem Gebiet der Gemeinde Hohenahr gelegenen Naturdenkmale. Sie sind geschützt und bei der unteren Naturschutzbehörde des Lahn-Dill-Kreises (Abteil Umwelt, Natur und Wasser) eingetragen.
| Bild                          | Bezeichnung                              | Ortsteil, Lage                                        | Beschreibung | Art                  | Nr. |
| ----------------------------- | ---------------------------------------- | ----------------------------------------------------- | --- | -------------------- | --- |
| mehr Fotos \| Fotos hochladen | 1 Eiche                                  | Erda (Hohenahr) 50° 40′ 17″ N, 8° 32′ 2,8″ O          | Eiche in Erda. Der Baum steht in einem Grünstreifen am östlichen Ortsrand. Der Stamm der alten Eiche ist innen hohl und wird mit Stahlstäben gesichert. Unterschutzstellung: 1958 Schutzgrund: Alter, Schönheit Stammumfang: 5,50 m OSM-Link zur Kartendarstellung: Eiche am Ostrand von Erda          | Quercus              | 85  |
| Fotos hochladen               | Eine Fichte und zwei Eichen Altenkirchen | Altenkirchen (Hohenahr) 50° 41′ 34″ N, 8° 26′ 40,8″ O | Eine Fichte und zwei Eichen Die 3 Bäume bilden eine Gruppe mit der Fichte in der Mitte. Eigenart: Fichte Höhe 35 m, Umfang 3,25 m; Eichen Höhe 23 m, Umfang: 5 m, 2,9 m Die Fichte ist auch unter dem Namen Preußenfichte bekannt. Sie wird mitunter beerntet. (Eine Eiche wurde mittlerweile gefällt) | Baumgruppe           | 5   |
| Fotos hochladen               | Lindenallee Hohensolms                   | Hohensolms 50° 39′ 11″ N, 8° 31′ 8,1″ O               | Allee aus mehreren Lindenreihen. Wahrscheinlich ehemalige Zufahrt zum Schloss Hohensolms. Zum Teil mächtige Linden, ca. 300 Jahre alt. Schutzgrund: Schönheit, landeskundliche Bedeutung | Baumgruppe           | 197 |
| Fotos hochladen               | Zwei Linden Erda                         | Erda (Hohenahr) 50° 40′ 35,2″ N, 8° 31′ 20,4″ O       | Zwei Linden Umfang 2,50 m, 2,80 m, ca. 150 Jahre alt, 25 m hoch Schutzgrund: Alter, Schönheit | Einzelbäume (Linden) | 96  |